# Coupe du monde de bobsleigh 2018-2019
Navigation
Édition précédente Édition suivante
La coupe du monde de bobsleigh 2018-2019 est la 35e édition de la Coupe du monde de bobsleigh, compétition de bobsleigh organisée annuellement par la Fédération internationale de bobsleigh et de tobogganing.
Elle se déroule entre le 3 décembre 2018 et le 24 février 2019 sur 8 étapes organisées en Amérique du Nord et en Europe en coopération avec la Coupe du monde de skeleton.

## Programme de la saison
La saison commence à Sigulda, en Lettonie puis se poursuit avec trois étapes allemandes. La compétition se poursuit sur la piste d'Ingls, près d'Innsbruck et à Saint-Moritz. Elle s'achève en Amérique du Nord avec deux épreuves aux États-Unis et au Canada.
| \| Lake Placid Calgary \| Sites des compétitions en Amérique du Nord |
| Lake Placid Calgary                                                  |

| Lake Placid Calgary |

| \| Altenberg Sigulda Königssee Winterberg St Moritz Igls \| Sites des compétitions en Europe |
| Altenberg Sigulda Königssee Winterberg St Moritz Igls                                        |

| Altenberg Sigulda Königssee Winterberg St Moritz Igls |

Lors de ces 8 week-end de compétition, une épreuve masculine par 2, une épreuve féminine par 2 et une épreuve masculine par 4 sont organisées. Néanmoins, il n'y a pas d'épreuve par 4 à Sigulda et laisse place à deux épreuves par 2 masculine. L'inverse se produit sur l'étape de Winterberg. Enfin, deux épreuves par 2 masculine se déroulent sur le dernier week-end de compétition à Calgary.

## Attribution des points
Les manches de Coupe du monde donnent lieu à l'attribution de points, dont le total détermine le classement général de la Coupe du monde.
Ces points sont attribués selon cette répartition :
| Place  | 1   | 2   | 3   | 4   | 5   | 6   | 7   | 8   | 9   | 10  | 11  | 12  | 13  | 14  | 15  | 16 | 17 | 18 | 19 | 20 | 21 | 22 | 23 | 24 | 25 | 26 | 27 | 28 | 29 |
| ------ | --- | --- | --- | --- | --- | --- | --- | --- | --- | --- | --- | --- | --- | --- | --- | -- | -- | -- | -- | -- | -- | -- | -- | -- | -- | -- | -- | -- | -- |
| Points | 225 | 210 | 200 | 192 | 184 | 176 | 168 | 160 | 152 | 144 | 136 | 128 | 120 | 112 | 104 | 96 | 88 | 80 | 74 | 68 | 62 | 56 | 50 | 45 | 40 | 36 | 32 | 28 | 24 |

## Classements généraux[3]
| Rang | Nom                 | Points |
| ---- | ------------------- | ------ |
| 1    | Francesco Friedrich | 1800   |
| 2    | Oskars Ķibermanis   | 1564   |
| 3    | Nico Walther        | 1232   |
| 4    | Dominik Dvořák      | 1152   |
| 5    | Won Yun-jong        | 1140   |

| Rang | Nom                 | Points |
| ---- | ------------------- | ------ |
| 1    | Francesco Friedrich | 1727   |
| 2    | Oskars Ķibermanis   | 1616   |
| 3    | Johannes Lochner    | 1605   |
| 4    | Nico Walther        | 1531   |
| 5    | Maxim Andrianov     | 1496   |

| Rang | Nom                 | Points |
| ---- | ------------------- | ------ |
| 1    | Francesco Friedrich | 3527   |
| 2    | Oskars Ķibermanis   | 3180   |
| 3    | Nico Walther        | 2763   |
| 4    | Johannes Lochner    | 2593   |
| 5    | Maksim Andrianov    | 2532   |

| Rang | Nom                 | Points |
| ---- | ------------------- | ------ |
| 1    | Mariama Jamanka     | 1712   |
| 2    | Stephanie Schneider | 1596   |
| 3    | Elana Meyers Taylor | 1470   |
| 4    | Nadezhda Sergeeva   | 1386   |
| 5    | Anna Köhler         | 1304   |

## Calendrier
| 1. Sigulda (7 au 9 décembre 2018) |                                                  |                                              |                                            |
| Épreuve                           | Vainqueur                                        | Deuxième                                     | Troisième                                  |
| Bob à 2 - Hommes (1)              | Allemagne Francesco Friedrich Alexander Schüller | Lettonie Oskars Ķibermanis Matīss Miknis     | Autriche Benjamin Maier Markus Sammer      |
| Bob à 2 - Hommes (2)              | Allemagne Francesco Friedrich Martin Grothkopp   | Lettonie Oskars Ķibermanis Matīss Miknis     | Allemagne Christoph Hafer Tobias Schneider |
| Bob à 2 - Femmes                  | Allemagne Mariama Jamanka Annika Drazek          | Russie Nadezhda Sergeeva Julija Belomestnykh | Allemagne Anna Köhler Lisa-Sophie Gericke  |

| 2. Winterberg (15 et 16 décembre 2018) |                                                                              |                                                                              |                                                                             |
| Épreuve                                | Vainqueur                                                                    | Deuxième                                                                     | Troisième                                                                   |
| Bob à 4 - Hommes (1)                   | Allemagne Nico Walther Kevin Kuske Christian Poser Eric Franke               | Allemagne Francesco Friedrich Jannis Bäcker Martin Grothkopp Thorsten Margis | Allemagne Johannes Lochner Marc Rademacher Christopher Weber Christian Rasp |
| Bob à 4 - Hommes (2)                   | Allemagne Francesco Friedrich Jannis Bäcker Martin Grothkopp Thorsten Margis | Allemagne Johannes Lochner Marc Rademacher Christopher Weber Christian Rasp  | Allemagne Nico Walther Kevin Kuske Christian Poser Eric Franke              |
| Bob à 2 - Femmes                       | Allemagne Stephanie Schneider Ann-Christin Strack                            | Allemagne Mariama Jamanka Lisa Buckwitz                                      | États-Unis Elana Meyers Lake Kwaza                                          |

| 3. Altenberg (5 et 6 janvier 2019) |                                                                              |                                                                       |                                                                 |
| Épreuve                            | Vainqueur                                                                    | Deuxième                                                              | Troisième                                                       |
| Bob à 2 - Hommes                   | Allemagne Francesco Friedrich Thorsten Margis                                | Canada Justin Kripps Cameron Stones                                   | Lettonie Oskars Ķibermanis Matīss Miknis                        |
| Bob à 4 - Hommes                   | Allemagne Francesco Friedrich Jannis Bäcker Martin Grothkopp Thorsten Margis | Lettonie Oskars Ķibermanis Matīss Miknis Jānis Strenga Arvis Vilkaste | Allemagne Nico Walther Paul Krenz Alexander Rödiger Eric Franke |
| Bob à 2 - Femmes                   | Allemagne Mariama Jamanka Annika Drazek                                      | Canada Christine de Bruin Kristen Bujnowski                           | États-Unis Elana Meyers Lake Kwaza                              |

| 4. Königssee (12 et 13 janvier 2019) |                                                                         |                                                                       |                                                                               |
| Épreuve                              | Vainqueur                                                               | Deuxième                                                              | Troisième                                                                     |
| Bob à 2 - Hommes                     | Allemagne Francesco Friedrich Martin Grothkopp                          | Canada Justin Kripps Cameron Stones                                   | Allemagne Johannes Lochner Christian Rasp                                     |
| Bob à 4 - Hommes                     | Allemagne Johannes Lochner Florian Bauer Marc Rademacher Christian Rasp | Lettonie Oskars Ķibermanis Matīss Miknis Jānis Strenga Arvis Vilkaste | Allemagne Francesco Friedrich Candy Bauer Martin Grothkopp Alexander Schüller |
| Bob à 2 - Femmes                     | Allemagne Mariama Jamanka Annika Drazek                                 | États-Unis Elana Meyers Lake Kwaza                                    | Allemagne Stephanie Schneider Ann-Christin Strack                             |

| 5. Igls (19 et 20 janvier 2019) |                                                                               |                                                                       |                                                                           |
| Épreuve                         | Vainqueur                                                                     | Deuxième                                                              | Troisième                                                                 |
| Bob à 2 - Hommes                | Allemagne Francesco Friedrich Martin Grothkopp                                | Allemagne Johannes Lochner Christian Rasp                             | Lettonie Oskars Ķibermanis Matīss Miknis                                  |
| Bob à 4 - Hommes                | Allemagne Francesco Friedrich Candy Bauer Martin Grothkopp Alexander Schüller | Lettonie Oskars Ķibermanis Matīss Miknis Jānis Strenga Arvis Vilkaste | Allemagne Johannes Lochner Florian Bauer Christopher Weber Christian Rasp |
| Bob à 2 - Femmes                | Allemagne Stephanie Schneider Ann-Christin Strack                             | Allemagne Mariama Jamanka Kira Lipperheide                            | États-Unis Elana Meyers Lake Kwaza                                        |

| 6. Saint-Moritz (26 et 27 janvier 2019) |                                                                               |                                                                           |                                                                       |
| Épreuve                                 | Vainqueur                                                                     | Deuxième                                                                  | Troisième                                                             |
| Bob à 2 - Hommes                        | Allemagne Francesco Friedrich Alexander Schüller                              | Allemagne Johannes Lochner Christian Rasp                                 | Lettonie Oskars Ķibermanis Matīss Miknis                              |
| Bob à 4 - Hommes                        | Allemagne Francesco Friedrich Candy Bauer Martin Grothkopp Alexander Schüller | Allemagne Johannes Lochner Florian Bauer Christopher Weber Christian Rasp | Lettonie Oskars Ķibermanis Matīss Miknis Jānis Strenga Arvis Vilkaste |
| Bob à 2 - Femmes                        | États-Unis Elana Meyers Lauren Gibbs                                          | Allemagne Stephanie Schneider Lisa Sophie Gericke                         | Allemagne Mariama Jamanka Franziska Bertels                           |

| 7. Lake Placid (15 et 16 février 2019) |                                                                   |                                                                       |                                                                           |
| Épreuve                                | Vainqueur                                                         | Deuxième                                                              | Troisième                                                                 |
| Bob à 2 - Hommes                       | Allemagne Francesco Friedrich Thorsten Margis                     | France Romain Heinrich Dorian Hauterville                             | Canada Justin Kripps Cameron Stones                                       |
| Bob à 4 - Hommes                       | Canada Justin Kripps Benjamin Coakwell Ryan Sommer Cameron Stones | Lettonie Oskars Ķibermanis Matīss Miknis Jānis Strenga Arvis Vilkaste | Russie Maksim Andrianov Vasiliy Kondratenko Alexey Zaitsev Ruslan Samitov |
| Bob à 2 - Femmes                       | États-Unis Elana Meyers Lake Kwaza                                | Canada Christine de Bruin Kristen Bujnowski                           | Allemagne Stephanie Schneider Deborah Levi                                |

| 8. Calgary (23 et 24 février 2019) |                                                                            |                                                                 |                                                                           |
| Épreuve                            | Vainqueur                                                                  | Deuxième                                                        | Troisième                                                                 |
| Bob à 2 - Hommes                   | Allemagne Francesco Friedrich Thorsten Margis                              | Canada Justin Kripps Ryan Sommer                                | Allemagne Johannes Lochner Christopher Weber                              |
| Bob à 4 - Hommes                   | Allemagne Francesco Friedrich Candy Bauer Martin Grothkopp Thorsten Margis | Allemagne Nico Walther Paul Krenz Alexander Rödiger Eric Franke | Allemagne Johannes Lochner Florian Bauer Christopher Weber Christian Rasp |
| Bob à 2 - Femmes                   | Allemagne Mariama Jamanka Annika Drazek                                    | États-Unis Elana Meyers Lauren Gibbs                            | Allemagne Stephanie Schneider Ann-Christin Strack                         |

|                                                                             |  |  |  |  |  |  |
| Whistler Championnats du monde de la FIBT 2019 (28 février au 10 mars 2019) |  |  |  |  |  |  |
|                                                                             |  |  |  |  |  |  |